# سفیدان جدید
روستای سفیدان جدید(به ترکی آذربایجانی:یئنگی ایسپیران)از توابع بخش مرکزی تبریز و مرکز دهستان اسپیران در فاصله ۱۸ کیلومتری از سه راهی پایگاه دوم شکاری تبریز(به طرف آناخاتون) می باشد،این روستا دارای طبیعت بکر و آب و هوای مناسب می باشد که منطقه اسپیران را تبدیل به یکی از قطب های گردشگری شهرستان تبریز نموده است.

## جمعیت
براساس سرشماری عمومی نفوس و مسکن ایران(۱۳۹۵)، جمعیت این روستا ۵۵۷۰ نفر(۱۸۹۹خانوار) بوده‌است.

## مردم شناسی
مردم روستای اسپیران با جمعیت بالغ بر ۵ هزار نفر تماماً به زبان ترکی آذربایجانی سخن می گویند.